# Pseudocercospora kurimensis
Pseudocercospora kurimensis är en svampart som först beskrevs av Fukui, och fick sitt nu gällande namn av U. Braun 1996. Pseudocercospora kurimensis ingår i släktet Pseudocercospora och familjen Mycosphaerellaceae.   Inga underarter finns listade i Catalogue of Life.